# Малые Горки (Рузский городской округ)
Малые Горки — деревня сельского поселения Волковское Рузского района Московской области. На 2006 год постоянного населения не числилось. В справочнике почтовых индексов по Рузскому району деревня не значится, на подробной современной карте обозначена, как урочище. До 2006 года Малые Горки входили в состав Волковского сельского округа.
Деревня расположена в центральной части района, в 9 километрах севернее Рузы, на правом берегу реки Вейна (приток Озерны). Напротив, на левом берегу Вейны, находится деревня Большие Горки, чуть южнее — Борзецово, высота центра над уровнем моря 200 м.